# 1791
Промислова революція •  Просвітництво • Російська імперія • Французька революція

## Геополітична ситуація
В Османській імперії султан Селім III (до 1807). Під владою османів перебувають Близький Схід та Єгипет, Середземноморське узбережжя Північної Африки, частина Закавказзя, значні території в Європі: Греція, Болгарія і Сербія. Васалами османів є Волощина та Молдова.
Священна Римська імперія охоплює, крім німецьких земель, Угорщину з Хорватією, Трансильванію, Богемію, Північну Італію, Австрійські Нідерланди. Її імператор Леопольд II (до 1792). У Пруссії править Фрідріх-Вільгельм II (до 1797).
У Франції королює Людовик XVI (до 1792), але країна охоплена революцією. Франція має колонії в Північній Америці та Індії. Король Іспанії — Карл IV (до 1808). Королівству Іспанія належать південь Італії, Нова Іспанія, Нова Гранада, Віцекоролівство Перу, Внутрішні провінції та Віцекоролівство Ріо-де-ла-Плата в Америці, Філіппіни. У Португалії королює Марія I (до 1816). Португалія має володіння в Бразилії, в Африці, в Індії, в Індійському океані й Індонезії. На троні Великої Британії сидить Георг III (до 1820). Британія має колонії в Північній Америці, на Карибах та в Індії.
Сполучені Штати Америки, займають територію колишніх 13 британських колоній. Президент США — Джордж Вашингтон. Територія на півночі північноамериканського континенту належить Великій Британії, територія на півдні та заході — Іспанії й Франції.
Північ Нідерландів займає Республіка Об'єднаних провінцій. Вона має колонії в Америці, Індонезії, на Формозі та на Цейлоні. Король Данії та Норвегії — Кристіан VII (до 1808), на шведському троні сидить Густав III (до 1792). На Апеннінському півострові незалежні Венеціанська республіка та Папська область. Король Речі Посполитої — Станіслав Август Понятовський (до 1795). У Російській імперії править Катерина II (до 1796).
Україну розділено між трьома державами. Королівство Галичини та Володимирії належить Австрії. По Дніпру проходить кордон між Річчю Посполитою та Російською імперією. Лівобережна частина розділена на Київське намісництво, Чернігівське намісництво, Новгород-Сіверське намісництво, Новоросійську губернію та Харківське намісництво. Задунайська Січ існує під протекторатом Османської імперії. Крим є частиною Російської імперії.
В Ірані править династія Зандів. Імперія Маратха контролює значну частину Індостану. Зростає могутність Британської Ост-Індійської компанії. У Бірмі править династія Конбаун. У Китаї володарює Династія Цін. У Японії триває період Едо.

## Події

### В Україні
- Тривало Турбаївське повстання.

### У світі
- 12 січня війська Священної Римської імперії вступили в Льєж, відновивши правління єпископа.
- 25 січня Британський парламент розділив Провінцію Квебек на Верхню Канаду та Нижню Канаду.
- 2 березня у Франції скасовано цехи.
- 4 березня Вермонт вступив у США 14-м штатом.
- 3 травня сейм Речі Посполитої утвердив Конституцію третього травня.
- 20 червня король Франції Людовик XVI здійснив невдалу спробу втекти з Парижа за кордон з метою очолити контрреволюцію.
- 17 липня на Марсовому полі в Парижі розстріляна мирна демонстрація, що вимагала зречення французького короля.
- 4 серпня укладено Свиштовський мирний договір, що закінчив Австрійсько-турецьку війну.
- 21 серпня почалася Гаїтянська революція.
- 27 серпня прусський король Фрідріх-Вільгельм II та найясніший цісар Леопольд II прийняли Пильницьку декларацію, зобов'язавшись відновити сильну монархію в Франції.
- 3 вересня у Франції прийнято першу Конституцію.
- 9 вересня столиця Сполучених Штатів отримала свою назву на честь першого президента.
- 1 жовтня почали роботу Законодавчі збори Франції
- 23 грудня указом імператриці в Росії встановлено смугу осілості.

### Наука та культура
- Луїджі Гальвані відкрив електрику в живих організмах.
- П'єр Прево показав, що всі тіла випромінюють тепло.
- Жан Батист Франсуа П'єр Бюйяр почав публікацію «Історії грибів Франції».
- Ніколя Леблан запатентував метод Леблана отримання карбонату натрію.
- Геолог любитель Вільям Грегор відкрив хімічний елемент Титан[1].
- Національні установчі збори Франції ухвалили рішення про перехід на метричну систему.
- Джон Фітч отримав патент на пароплав.
- Медаль Коплі отримали Джеймс Реннелл та Жан-Андре Делюк.
- Китайський письменник Гао Е віднайшов та вперше видав втрачений роман Цао Сюеціня «Сон у червоному теремі».
- Олімпія де Гуж опублікувала «Декларацію прав жінки й громадянки».
- Томас Пейн видав памфлет «Права людини».
- Моцарт поставив у Празі оперу «Милосердя Тіта».
- Моцарт поставив у Відні оперу «Чарівна флейта».
- Завершилося спорудження Бранденбурзьких воріт у Берліні.

### Засновані
- Королівство Франція (1791—1792)
- Вермонт
- Верхня Канада
- Нижня Канада

### Зникли
- Республіка Вермонт
- Республіка Льєж
- Провінція Квебек (1763–1791)

## Народились
Дивись також Категорія:Народились 1791
- 27 квітня — Семюел Морзе (Фінлі Бріз), американський художник-портретист, педагог і винахідник
- 22 вересня — Майкл Фарадей, британський фізик і хімік; відкрив явище електромагнітної індукції
- 23 вересня — Йоганн Франц Енке, німецький астроном
- 26 вересня — Теодор Жеріко, французький живописець і графік, основоположник романтизму у французькому живопису

## Померли
Див. також: Категорія:Померли 1791
- 2 березня — у Лондоні на 88-му році життя помер англійський теолог Джон Веслі, засновник релігійної течії методистів, яка відділилась від англіканської церкви.